# 8471 Obrant
8471 Obrant eller 1983 RX4 är en asteroid i huvudbältet som upptäcktes den 5 september 1983 av den sovjetisk-ryska astronomen Ljudmila Zjuravljova vid Krims astrofysiska observatorium på Krim. Den är uppkallad efter Arkadij E. Obrant.